# Bund Reichskriegsflagge
El Bund Reichskriegsflagge (federación de la bandera de guerra imperial) o el Verband Reichskriegsflagge (Sociedad de la Bandera de Guerra Imperial) era una organización paramilitar fundada por Ernst Röhm en 1923.
El Bund Reichskriegsflagge estuvo formado por los grupos locales de Memmingen, Schleißheim, Augsburgo y Múnich del Wehrverband Reichsflagge (Liga de Combate de la Bandera Imperial), que habían sido expulsados por insubordinación con anterioridad. El dirigente oficial era Joseph  Seydel pero Ernst Röhm era se encontraba realmente en control.  El liderazgo político fue transferido a Adolf Hitler el 25 de septiembre de 1923.
Fue parte  del Kampfbund (Liga de Batalla).
El Bund Reichskriegsflagge bajo el mando de Röhm fue instrumental en el Putsch de Múnich—fallido golpe de estado parte de Hitler y el Partido Nazi (NSDAP) en Múnich en noviembre 1923. Al igual que el Partido Nazi, el Bund Reichskriegsflagge fue prohibidos después de este hecho.
El Bund Reichskriegsflagge fue brevemente resucitado en 1925, entonces fusionado con el Tannenbergbund.

## Miembros notables
- Ernst Röhm
- Heinrich Himmler
- Adolf Hühnlein